# 火雞

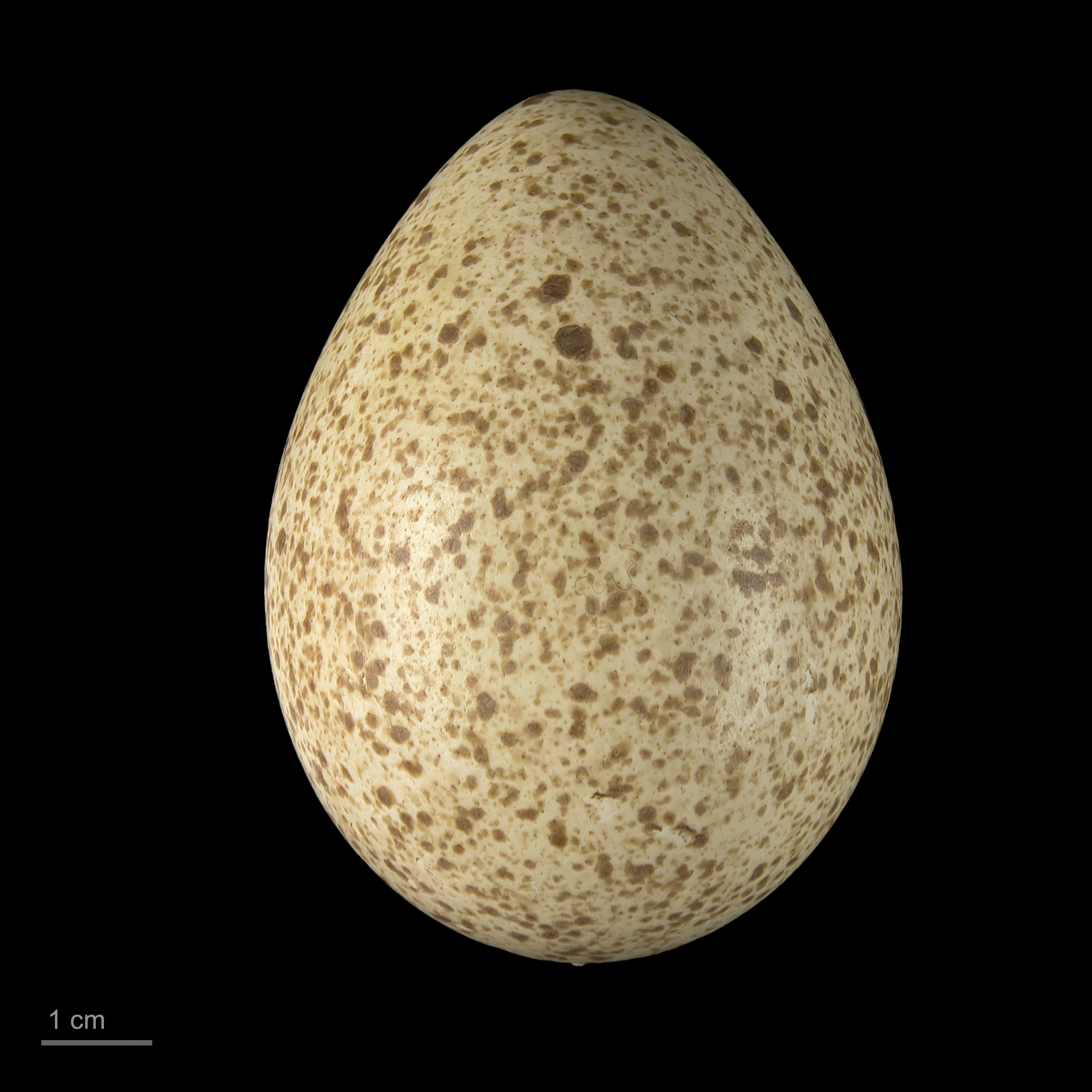
Meleagris gallopavo

火雞（學名：Meleagris），又名七面鳥（日文稱呼）或吐绶鸡（華語稱呼），是一種原產於北美洲的家禽。火雞體型比家雞大得多，可達10公斤以上。根據傳統，美國人會在感恩節及聖誕節烹調火雞。
和其他雞形目鳥類相似，雌鳥較雄鳥小，顏色較不鮮艷。火雞翼展可達 1.5 - 1.8 公尺，是當地開放林地最大的鳥類，很難與其他種類搞混。
火雞有兩種，分別为分佈於北美的野生火雞和分佈於中美洲的眼斑火雞。現代的家火雞是由墨西哥的原住民馴化當地的野生火雞而得來。

## 命名
火雞原產於今日墨西哥、北美一帶，但在許多語言的稱呼卻顯示人們可能誤解該鳥的原產地。
英語稱之為「土耳其（雞）」（英語：turkey），辭源眾說紛紜：十四世紀末，才出現英語：一詞，稱呼安納托利亞，當時歐洲尚未引進火雞。由於土耳其將馬達加斯加的珍珠鸡賣到歐洲，英國人已經將珍珠雞稱為「土耳其雞」（英語：turkey-cock, turkey-hen）。而1520年西班牙殖民者將火雞引進歐洲，英國人起初用同樣的名字稱呼火雞與珍珠雞。至1575年，英語：一詞已經相當普遍，是聖誕晚餐的主菜，而珍珠雞也另獲得「幾內亞雞」之稱；也有人指，是16世纪时，英国人认为一切外来事物都源自当时正处强盛顶峰时期的奥斯曼土耳其，火雞因而得名，后逐渐简化为如今的英語：；还有一种说法认为这个名字最初与作为国家的土耳其无关，而是从美洲原住民语言中“火鸡”的对应词汇“Toka”逐渐演变而来的。而印地語也稱其為「土耳其（雞）」，與國家土耳其稱呼相近。
而義大利語：一稱則是狀聲而來。
其他數語言稱呼火雞為「來自印度的雞」，如法語：，最初作poule d'Inde，因為哥倫布宣稱從印度歸來，並引進此種珍禽，另一說西班牙殖民者自今日墨西哥引進該鳥，殖民者也相信該地為印度。同樣的辭源也出現在波蘭語：、意第緒語：，羅馬化：indik、烏克蘭語：，羅馬化：indyk、俄語：，羅馬化：indejka、土耳其語：等。
而葡萄牙語中火雞則稱為秘鲁（葡萄牙語：peru），源自同名國家。
在現代漢語中，火雞也稱為“吐綬雞”，但火雞並沒有“吐綬”的行為，古代的吐綬雞是指黃腹角雉或红腹角雉。

## 孤雌生殖
由於鳥類、兩棲類及魚類的性別由卵子所攜帶的性染色體決定，所以在某些特定情況下，有研究声称，可以進行孤雌生殖，而火雞在這方面的能力比較著名。在缺乏雄性的情況下，雌鳥生產的未受精卵亦可孵化，原理為其所排出之卵和極體結合後發育所得，而其所孵出的後代通常虛弱，並幾乎都是雌性。

## 在大眾文化
在感恩節裡，烤火雞肉是必備的節慶食物。而在美國的白宮則有「赦免火雞」的儀式。
台湾嘉义的火鸡肉饭颇闻名；嘉南平原地方平阔，但住民较少，所以适合养颇常大声鸣的火鸡。根據行政院農業部（原農委會）民國111年（2022年）第3季畜禽統計調查資料，主要飼養區域為雲林縣（59.51％）、嘉義縣（14.30％）及臺南市（22.87％），這三個縣市火雞在養量占全臺在養隻數之96.68％。

### 射火雞
在英語中，「射火雞」（Turkey shoot）一詞有「一個讓個人或團體得以相對輕鬆地利用己方具有優勢的機會」之意，而這和過去獵人獵捕野生火雞的方式有關。在過去，獵人會刻意讓火雞群分散行動，在火雞分散後獵人接下來會耐心等待，因為分散開來的火雞會一隻一隻地返回原處集合，而這過程會給獵人輕鬆射殺火雞的機會。
而「射火雞」一詞在當代英語中，已成為一個形容在軍事對抗中其中一方對另一方有不公平的火力優勢的詞語。一個在軍事對抗中使用「射火雞」一詞的例子是菲律賓海戰，在菲律賓海海戰中，在6月19日，日本曾派軍機對美國艦隊發動攻擊，並引發空戰；但在這場空戰中美軍佔了極大的優勢，對此一名美軍飛行員興奮地說：「媽的！這好像傳統的射火雞大賽喔！（原話："Hell, this is like an old-time turkey shoot!"）」，而這使得當日的空戰被稱為馬里亞那射火雞大賽（The Great Marianas Turkey Shoot）。

## 圖集

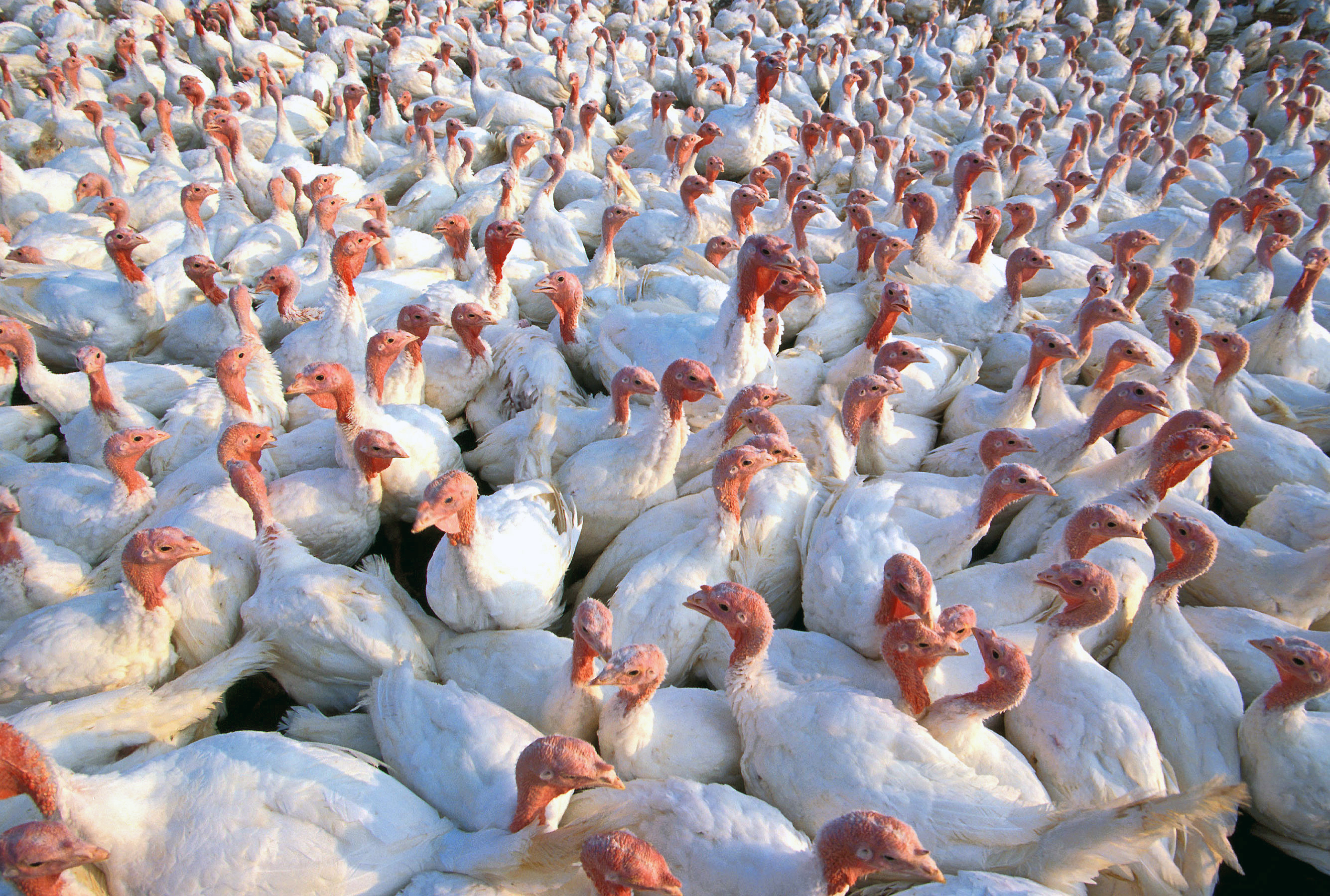
馴化的火雞
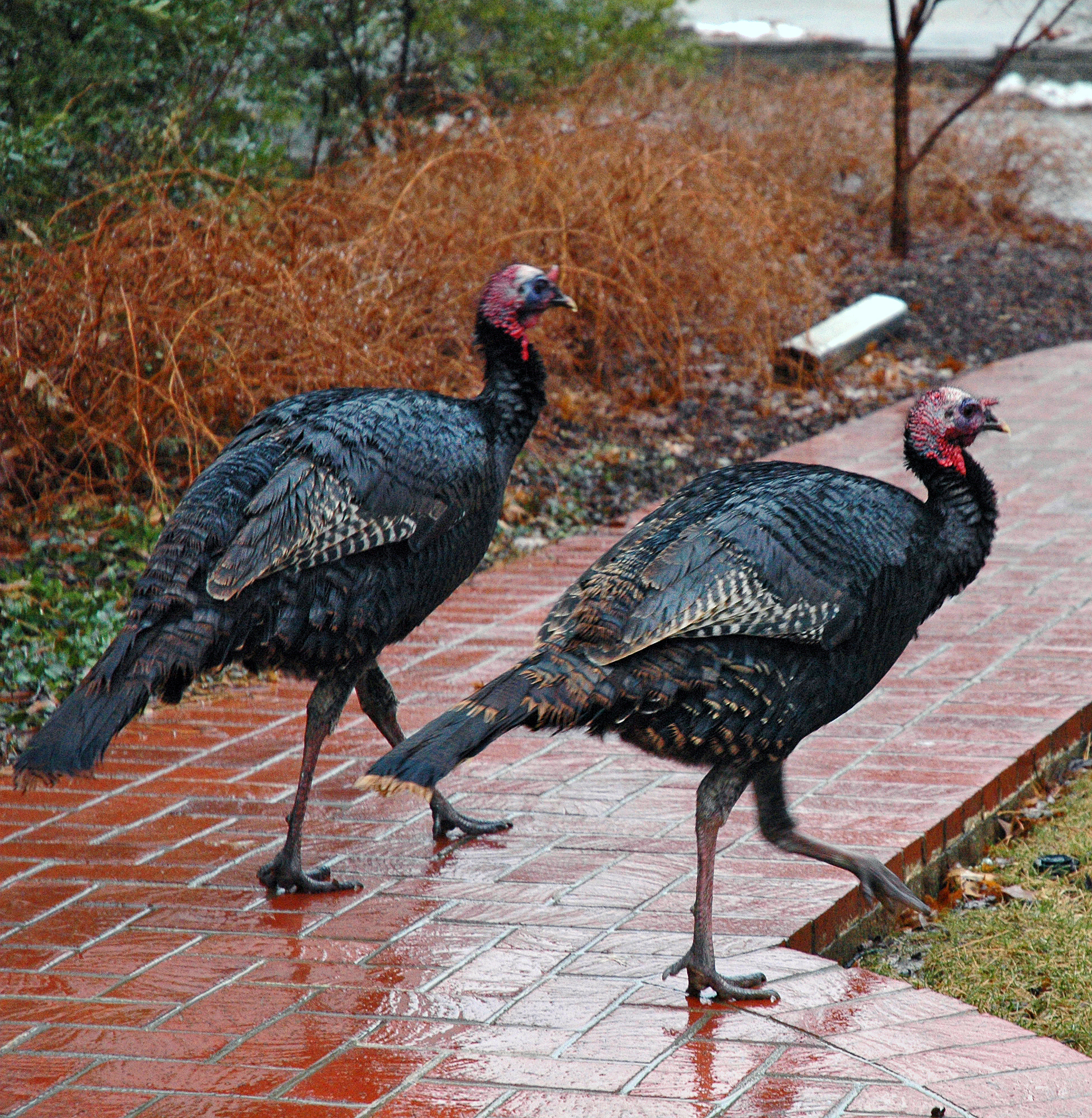
都會區中偶尔可以發現野生火雞
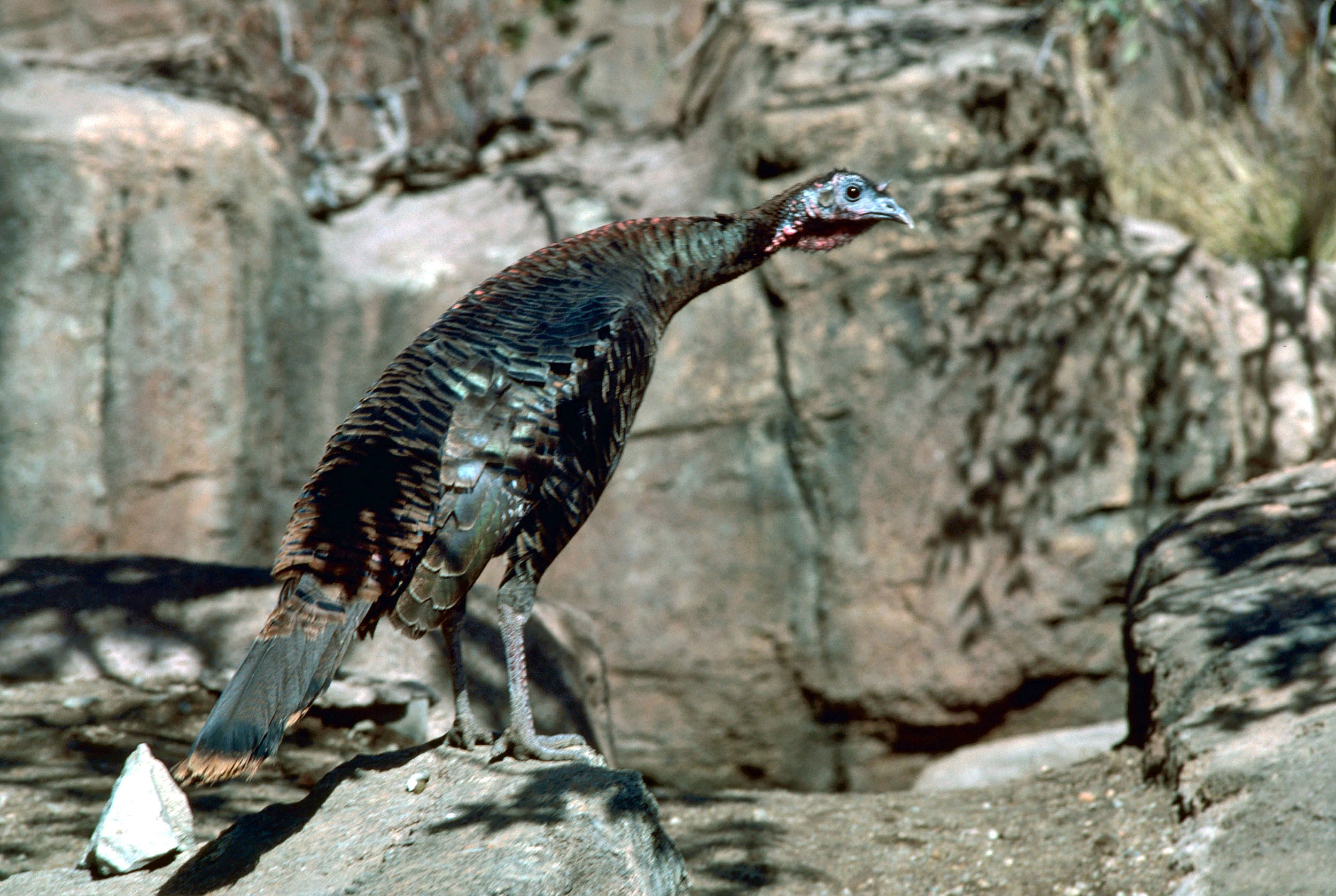
野火雞
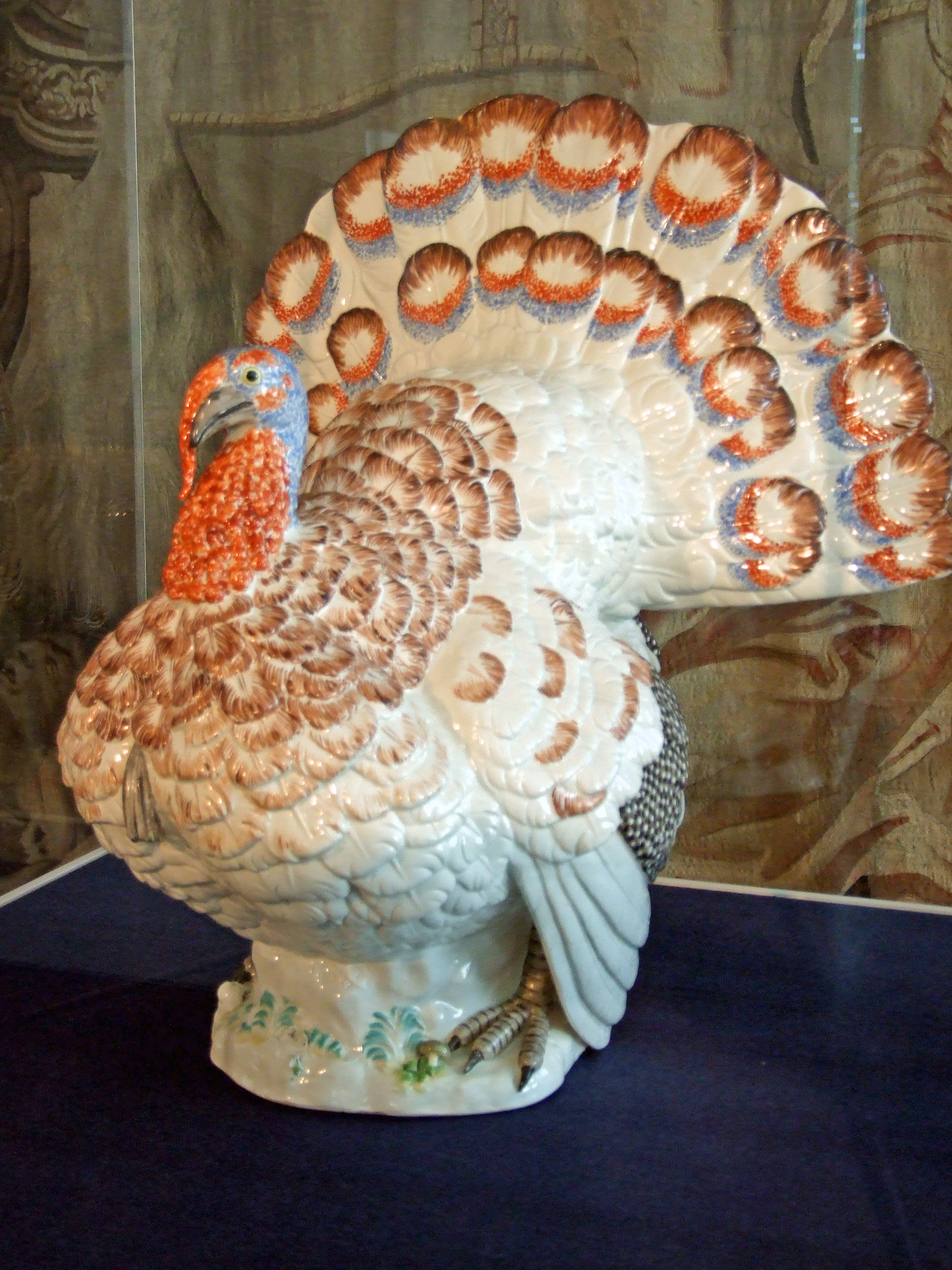
火雞雕像

## 外部連結
- 台灣火雞料理的考究 （页面存档备份，存于）